# Eleccions legislatives macedònies de 2006
Les eleccions legislatives macedònies de 2006 se celebraren el 5 de juliol de 2006 per a renovar els 120 membres de l'Assemblea de la República de Macedònia. El vencedor fou la coalició encapçalada per la VMRO–DPMNE, i el seu cap Nikola Gruevski fou nomenat primer ministre de Macedònia en un govern de coalició amb el Partit Democràtic dels Albanesos.
La celebració dels comicis fou observada per uns 6.000 observadors internacionals després de les irregularitats hagudes en les eleccions locals de 2005, i van estar marcades per esclats de violència entre albanesos i macedonis i per enfrontaments polítics entre els diversos partits.

## Resultats
Resultat de les eleccions d'5 de juliol de 2006 per a l'Assemblea de la República de Macedònia
| Partits i coalicions                                                                             | Partits i coalicions | Vots    | %     | Escons |
| ------------------------------------------------------------------------------------------------ | --- | ------- | ----- | ------ |
| Coalition:                                                                                       | Organització Revolucionària Interior Macedònia - Partit Democràtic per la Unitat Nacional Macedònia (Vnatrešno-Makedonska Revolucionerna Organizacija-Demokratska Partija za Makedonsko Nacionalno Edinstvo) | 304.585 | 32.51 | 38     |
| Coalition:                                                                                       | Partit Liberal de Macedònia (Liberalna Partija na Makedonija) | 304.585 | 32.51 | 2      |
| Coalition:                                                                                       | Partit Socialista de Macedònia (Socijalisticka Partija na Makedonija) | 304.585 | 32.51 | 3      |
| Coalition:                                                                                       | Unió Democràtica (Demokratski sojuz) | 304.585 | 32.51 | 1      |
| Coalition:                                                                                       | Partit del Moviment dels Turcs a Macedònia (Partija za Dviženje na Turcite vo Makedonija) | 304.585 | 32.51 |        |
| Coalition:                                                                                       | Unió dels Roma a Macedònia (Sojuz na Romite na Makedonija) | 304.585 | 32.51 | 1      |
| Coalition:                                                                                       | Partit d'Acció Democràtica de Macedònia (Stranka na Demokratska Akcija na Makedonija) | 304.585 | 32.51 |        |
| Coalition:                                                                                       | Partit dels Valacs de Macedònia (Stranka na Vlasite od Makedonija) | 304.585 | 32.51 |        |
| Coalition:                                                                                       | Partit Europeu de Macedònia (Evropska Partija na Makedonija) | 304.585 | 32.51 |        |
| Coalition:                                                                                       | Partit dels Verds (Partija na Zelenite) | 304.585 | 32.51 |        |
| Coalition:                                                                                       | Moviment Popular de Macedònia (Narodno Dviženje za Makedonija) | 304.585 | 32.51 |        |
| Coalition:                                                                                       | Partit Democràtic dels Bosnians (Bošnjačka Demokratska Partija) | 304.585 | 32.51 |        |
| Coalition:                                                                                       | Partit de les Forces Democràtiques dels Roma a Macedònia (Partija na Demokratskite Sili na Romite na Makedonija)                                                                                             | 304.585 | 32.51 |        |
| Coalition:                                                                                       | Partit per la Integració dels Roma (Partija za Integracija na Romite) | 304.585 | 32.51 |        |
| Plegats per Macedònia (Za Makedonija zaedno)                                                     | Unió Socialdemòcrata de Macedònia (Socijaldemokratski Sojuz na Makedonija) | 218,463 | 23.31 | 23     |
| Plegats per Macedònia (Za Makedonija zaedno)                                                     | Partit Liberal Democràtic (Liberalno-Demokratska Partija) | 218,463 | 23.31 | 5      |
| Plegats per Macedònia (Za Makedonija zaedno)                                                     | Partit Democràtic dels Turcs (Demokratska Partija na Turcite) | 218,463 | 23.31 | 2      |
| Plegats per Macedònia (Za Makedonija zaedno)                                                     | Partit Unit dels Roma a Macedònia (Obedinita Partija na Romite na Makedonija) | 218,463 | 23.31 | 1      |
| Plegats per Macedònia (Za Makedonija zaedno)                                                     | Partit Democràtic dels Serbis (Demokratska Partija na Srbite) | 218,463 | 23.31 | 1      |
| Plegats per Macedònia (Za Makedonija zaedno)                                                     | Unió Democràtica dels Valacs (Demokratski Sojuz na Vlasite) | 218,463 | 23.31 |        |
| Plegats per Macedònia (Za Makedonija zaedno)                                                     | Partit dels Obrers Agraris (Rabotnicka Zemjodelska Partija) | 218,463 | 23.31 |        |
| Plegats per Macedònia (Za Makedonija zaedno)                                                     | Partit Socialcristià de Macedònia (Socialisticka Hristijanska Partija na Makedonija) | 218,463 | 23.31 |        |
| Plegats per Macedònia (Za Makedonija zaedno)                                                     | Partit Verd de Macedònia (Zelena Partija na Makedonia ) | 218,463 | 23.31 |        |
| Coalition:                                                                                       | Unió Democràtica per la Integració (Demokratska Unija za Integracija) | 113,803 | 12.12 | 14     |
| Coalition:                                                                                       | Partit per la Prosperitat Democràtica (Partia e prosperiteti demokratike /Partija za Demokratski Prosperitet)                                                                                                | 113,803 | 12.12 | 3      |
| Coalition:                                                                                       | Lliga Democràtica dels Bosnians (Demokratska Liga na Bošnjacite) | 113,803 | 12.12 |        |
| Partit Democràtic dels Albanesos (Partia Demokratike Shqiptare/Demokratska Partija na Albancite) | Partit Democràtic dels Albanesos (Partia Demokratike Shqiptare/Demokratska Partija na Albancite) | 70.317  | 7.50  | 11     |
| VMRO-Partit Popular (VMRO-Narodna Partija)                                                       | VMRO-Partit Popular (VMRO-Narodna Partija) | 57,077  | 6.09  | 6      |
| Nou Partit Socialdemòcrata (Nova Socijaldemokratska Partija)                                     | Nou Partit Socialdemòcrata (Nova Socijaldemokratska Partija) | 56,624  | 6.04  | 7      |
| Renaixement Democràtic de Macedònia (Demokraticka Obnova na Makedonija)                          | Renaixement Democràtic de Macedònia (Demokraticka Obnova na Makedonija) | 17,364  | 1.85  | 1      |
| Partit pel Renaixement Econòmic (Partija za ekonomska obnova)                                    | Partit pel Renaixement Econòmic (Partija za ekonomska obnova) | 12,718  | 1.36  | 0      |
| Partit Popular Agrari de Macedònia (Zemjodelska Narodna Partija na Makedonia)                    | Partit Popular Agrari de Macedònia (Zemjodelska Narodna Partija na Makedonia) | 12,628  | 1.35  | 0      |
| Partit pel Futur Europeu (Partija za Evropska Idnina)                                            | Partit pel Futur Europeu (Partija za Evropska Idnina) | 11,255  | 1.20  | 1      |
| Alternativa Democràtica (Demokratska Alternativa)                                                | Alternativa Democràtica (Demokratska Alternativa) | 11,067  | 1.18  | 0      |
| Total (participació 55,98%)                                                                      | Total (participació 55,98%) | 933,438 | 100.0 | 120    |
| Font: Comissió electoral estatal. Només hi ha els partits amb més de l'1% dels vots              | |         |       |        |